# Conselho de Ministros da Espanha
O Conselho de Ministros da Espanha é um órgão colegiado político-constitucional formado pelo presidente do governo da Espanha, os vices, se é lhe tido, os ministros e os outros membros que estabelecem a lei e em alguns casos os secretários de estado. Habitualmente se reúnem as sextas-feiras no Palácio da Moncloa, em Madrid, ainda que, em caráter excepcional, poderá ser realizada em qualquer outra cidade espanhola. Também por caráter excepcional poderá presidido pelo Rei da Espanha, a pedido do Primeiro-Ministro, cujo caso não é deliberativo, mas consultivo.   
A convocatória e a Presidência do Conselho de Ministros correspondem ao presidente do governo, com a atuação do Secretário do Ministro da Presidência. Suas reuniões podem ter um caráter decisório ou deliberativo, levando-se em conta as atas dessas reuniões, que se figuram exclusivamente, as circunstâncias relativas ao tempo e ao lugar de sua celebração, a relação de assistentes, as modalidades e relatórios.
Em quanto ao regime de funcionamento; as reuniões do Conselho de Ministros poderão assistir os Secretários de Estado quando são convocados. As deliberações do Conselho serão secretas.
Além disso, como um órgão colegiado, a sua vontade se forma através da maioria absoluta dos seus membros.
Sua origem histórica está nas reuniões regulares com o rei e seus secretários de Estado e do despacho durante o século XVIII. Foi criada como um órgão colegiado mediante o Decreto Real de 19 de Novembro de 1823, pelo que ordena a S.M para o acerto de suas deliberações a formação de um Conselho que será chamado de Ministros, sendo estes os Secretários de Estado e do Despacho. Atualmente, é regida pelo artigo 97 da Constituição espanhola de 1978.
Exerce a função executiva e a potestade regulamentar:
- Iniciativa legislativa, por si próprio ou um projeto de lei que aprova o projeto de lei e submete a aprovação pelo Congresso de Deputados;
- Dita normas com força de lei que o Congresso dos Deputados a delega;
- Dita decretos e leis por urgente necessidade;
- Garante o cumprimento de tratados internacionais e as resoluções de órgãos internacionais e supranacionais;
- Potestade regulamentar;
- Elaboração de projetos de planificação, orçamentos gerais do Estado.

Embora na Espanha o governo seja o órgão predominante do Estado, como ocorre em muitos países, não significa que não esteja sujeita a qualquer controle, o Governo, tal como previsto no artigo 108 da Constituição, responde solidariamente à gestão política ante ao Congresso de Deputados.

## Composição do governo

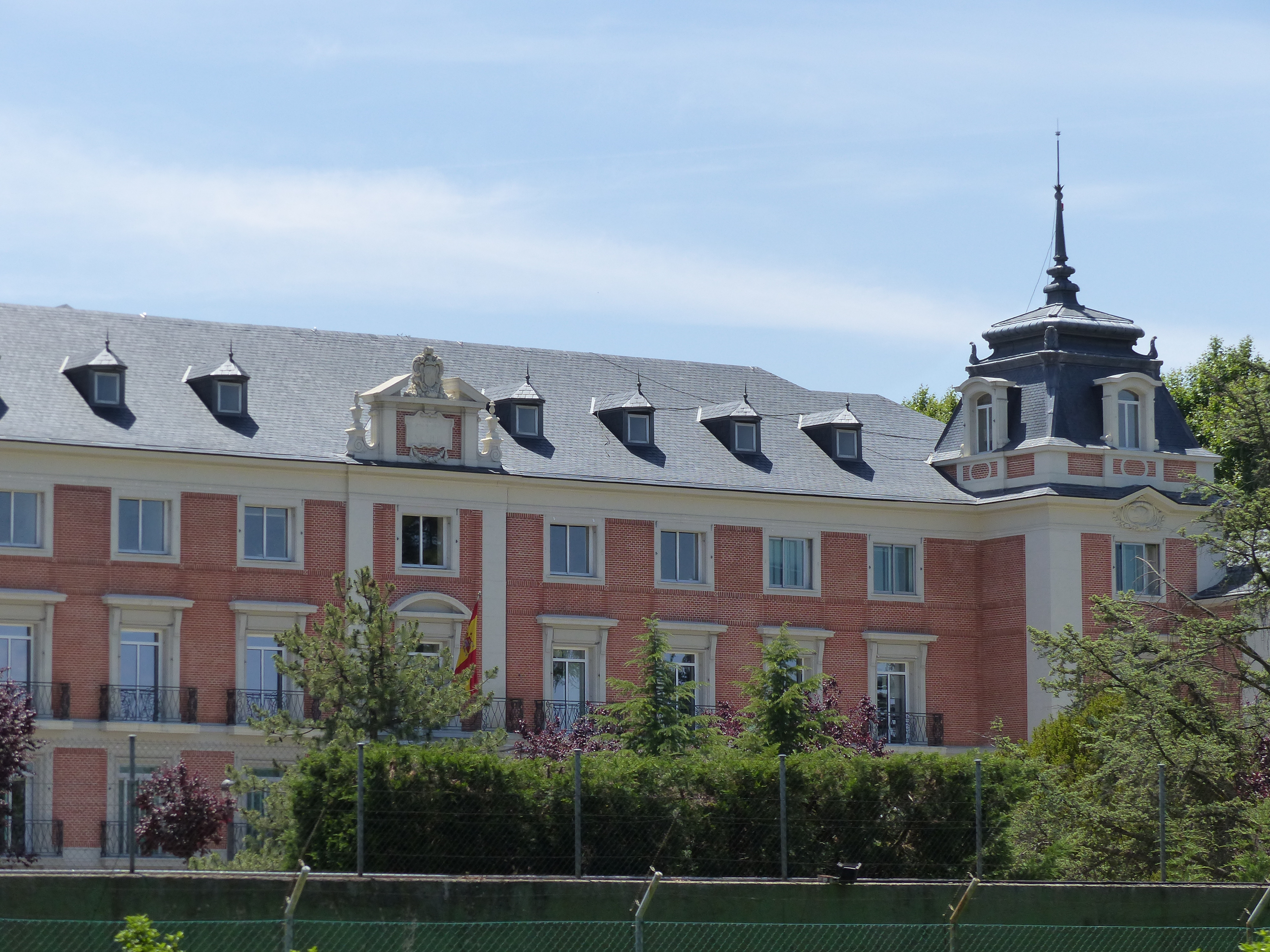
Palácio de La Moncloa, Madrid, España. Sede do Executivo

| Ministérios                                                                                  | Atual ministro(a)            |
| -------------------------------------------------------------------------------------------- | ---------------------------- |
| Presidente do Governo                                                                        | Pedro Sánchez Pérez-Castejón |
| Primeira vice-presidente do Governo Ministra da Economia, Comércio e Negócios                | Nadia Calviño                |
| Segunda vice-presidente do Governo Ministra do Trabalho e Economia Social                    | Yolanda Diaz                 |
| Terceira vice-presidente do Governo Ministra da Transição Ecológica e do Desafio Democráfico | Teresa Ribera                |
| Quarta vice-presidenta do Governo Ministra das Finanças e da Função Pública                  | María Jesús Montero          |
| Ministro dos Negócios Estrangeiros, União Europeia e Cooperação                              | José Manuel Albares          |
| Ministro da Presidência, da Justiça, e das Relações Institucionais com o Congresso           | Félix Bolaños                |
| Ministra da Defesa                                                                           | Margarida Robles             |
| Ministro do Interior                                                                         | Fernando Grande-Marlaska     |
| Ministro dos Transportes e da Mobilidade Sustentável                                         | Óscar Puente                 |
| Ministra da Educação, Formação Profissional e Desporto Porta-voz do Governo                  | Pilar Alegría                |
| Ministro da Indústria e Turismo                                                              | Jordi Hereu                  |
| Ministro da Agricultura, Pescas e Alimentação                                                | Luis Planas                  |
| Ministra da Saúde                                                                            | Mónica García Gómez          |
| Ministra da Habitação e da Agenda Urbana                                                     | Isabel Rodríguez García      |
| Ministro da Cultura                                                                          | Ernest Urtasun               |
| Ministro da Política Territorial e da Memoria Democrática                                    | Ángel Víctor Torres          |
| Ministra da Ciência, Inovação e Universidades                                                | Diana Morant                 |
| Ministro dos Direitos Sociais, Consumo e Agenda 2030                                         | Pablo Bustinduy              |
| Ministro da Igualdade                                                                        | Ana Redondo García           |
| Ministra da Inclusão, Segurança Social e Migrações                                           | Elma Saiz                    |
| Ministro da Transformação Digital                                                            | José Luis Escrivá            |
| Ministra de Juventude e Infância                                                             | Sira Rego                    |